# Calamia bimaculata
Calamia bimaculata là một loài bướm đêm trong họ Noctuidae.